# غاده عامر
غاده عامر (عربی: غادة عامر؛ زاده ۱۹۶۳) نقاش، و مجسمه‌ساز اهل مصر است.

بسیاری از کارهای او به مسائل جنسیتی می پردازد. برجسته ترین آثار وی شامل نقاشی های دوزی شده با لایه های بسیار بالا از بدن زنان است که به تصاویر پورنوگرافی اشاره می کند.